# Tanjung Selamat (Medan Tuntungan)
Tanjung Selamat is een bestuurslaag in het regentschap Medan van de provincie Noord-Sumatra, Indonesië. Tanjung Selamat telt 11.746 inwoners (volkstelling 2010).